# Гуам на летних Олимпийских играх 1996
Гуам принимал участие в Летних Олимпийских играх 1996 года в Атланте (США) в третий раз за свою историю, но не завоевал ни одной медали. Сборную страны представляло восемь спортсменов (в том числе - две женщины), принимавшие участие в соревнованиях по вольной борьбе, лёгкой атлетике, парусному спорту и плаванию.

## Лёгкая атлетика
Спортсменов — 2
Мужчины
| Спортсмен    | Вид  | Забег     | Забег | Полуфинал | Полуфинал | Четвертьфинал | Четвертьфинал | Финал     | Финал     |
| Спортсмен    | Вид  | Результат | Место | Результат | Место     | Результат     | Место         | Результат | Место     |
| ------------ | ---- | --------- | ----- | --------- | --------- | ------------- | ------------- | --------- | --------- |
| Дэвид Уилсон | 200м | 21,85     | 7     | Не прошёл | Не прошёл | Не прошёл     | Не прошёл     | Не прошёл | Не прошёл |

Женщины
| Мэри Бенито | Марафон | 3:27.28 | 65 |

## Борьба
Спортсменов — 1
Вольный стиль
| Спортсмен    | Категория | 1 раунд              | 2 раунд               | 3 раунд              | 4 раунд              | 5 раунд              | 6 раунд              | Финалы               |
| Спортсмен    | Категория | Соперник и результат | Соперник и результат  | Соперник и результат | Соперник и результат | Соперник и результат | Соперник и результат | Соперник и результат |
| ------------ | --------- | -------------------- | --------------------- | -------------------- | -------------------- | -------------------- | -------------------- | -------------------- |
| Роберт Кранц | 130 кг    | Жолт Гомбош Пор 0:7  | Амаржит Сингх Пор 0:3 | Не прошёл            | Не прошёл            | Не прошёл            | Не прошёл            | Не прошёл            |

## Парусный спорт
Спортсменов — 3
Мужчины
| Спортсмен    | Класс          | Гонка | Гонка | Гонка | Гонка | Гонка | Гонка | Гонка | Гонка | Гонка | Гонка | Гонка | Результат | Место |
| Спортсмен    | Класс          | 1     | 2     | 3     | 4     | 5     | 6     | 7     | 8     | 9     | 10    | 11    | Результат | Место |
| ------------ | -------------- | ----- | ----- | ----- | ----- | ----- | ----- | ----- | ----- | ----- | ----- | ----- | --------- | ----- |
| Брэтт Чиверс | Лазер          | 29    | 37    | 50    | 45    | 36    | 37    | 45    | 44    | 44    | 39    | 29    | 340       | 44    |
| Ян Ириарте   | Парусная доска | 30    | 36    | н.ф.  | 38    | 33    | 42    | н.ф.  | 43    | 36    | -     | -     | 258       | 42    |

Женщины
| Спортсмен       | Класс          | Гонка | Гонка | Гонка | Гонка | Гонка | Гонка | Гонка | Гонка | Гонка | Результат | Место |
| Спортсмен       | Класс          | 1     | 2     | 3     | 4     | 5     | 6     | 7     | 8     | 9     | Результат | Место |
| --------------- | -------------- | ----- | ----- | ----- | ----- | ----- | ----- | ----- | ----- | ----- | --------- | ----- |
| Кэтлин Мур-Линн | Парусная доска | 25    | 27    | 26    | 26    | 26    | 26    | 25    | 26    | 22    | 176       | 27    |

## Плавание
Спортсменов — 2
Мужчины
| Спортсмен         | Вид                | Заплыв    | Заплыв | Финал     | Финал     |
| Спортсмен         | Вид                | Результат | Место  | Результат | Место     |
| ----------------- | ------------------ | --------- | ------ | --------- | --------- |
| Деррик Боллинджер | 50м вольный стиль  | 23,97     | 46     | Не прошёл | Не прошёл |
| Деррик Боллинджер | 100м вольный стиль | 52,68     | 51     | Не прошёл | Не прошёл |
| Патрик Сагиси     | 100м баттерфляй    | 56,93     | 51     | Не прошёл | Не прошёл |